# ناحیه بنر، شهرستان فولتن، ایلینوی
ناحیه بنر (به انگلیسی: Banner Township) یک منطقهٔ مسکونی در ایالات متحده آمریکا است که در شهرستان فولتن، ایلینوی واقع شده‌است. ناحیه بنر ۱۵۱ متر بالاتر از سطح دریا واقع شده‌است.